# Popillia yacouba
Popillia yacouba är en skalbaggsart som beskrevs av Limbourg 2004. Popillia yacouba ingår i släktet Popillia och familjen Rutelidae. Inga underarter finns listade i Catalogue of Life.